# Кирюшкин, Иван Федотович
Иван Федотович Кирюшкин (11 августа 1924, село Темрюк, Володарский район, Мариупольский округ, Украинская ССР — неизвестно, село Старченково, Мариупольский район, Донецкая область) — бригадир тракторно-полеводческой бригады колхоза имени Калинина Володарского района Сталинской области, Украинская ССР. Герой Социалистического Труда (1958).

## Биография
Родился в 1924 году в крестьянской семье в селе Темрюк (с 1948 по 2016 года — Старченково) Володарского района. В июне 1942 года призван в Красную Армию по мобилизации. Участвовал в Великой Отечественной войне. Воевал командиром пулемётного взвода в составе 8-го гвардейского стрелкового полка 4-й гвардейской стрелковой дивизии. В декабре 1943 года получил ранение. За сражения на территории Венгрии был награждён Орденом Красной Звезды. После демобилизации возвратился на родину, где трудился механизатором, бригадиром тракторно-полеводческой бригады колхоза имени Калинина (после объединения — колхоз «Россия») Володарского района (сегодня — Никольский район).
В годы Пятой пятилетки (1951—1955) бригада под его руководством ежегодно показывала высокие трудовые результаты, неоднократно занимала передовые места в социалистическом соревновании среди механизаторов Сталинской области. Указом Президиума Верховного Совета СССР от 26 февраля 1958 года удостоен звания Героя Социалистического Труда за «особые заслуги в развитии сельского хозяйства и достижение высоких показателей по производству зерна, сахарной свёклы, мяса, молока и других продуктов сельского хозяйства и внедрение в производство достижений науки и передового опыта» с вручением ордена Ленина и золотой медали «Серп и Молот» (№ 7910).
После выхода на пенсию проживал в родном селе Старченково. С 1973 года — персональный пенсионер союзного значения. Дата смерти не установлена.
Память
В посёлке Никольское на Аллее героев на улице Пушкина (около дома № 98) установлен бюст.
Награды
- Герой Социалистического Труда
- Орден Ленина
- Орден Красной Звезды (11.12.1944)